# Mad Max (videogioco 1990)
Mad Max è un videogioco d'azione postapocalittico sviluppato e pubblicato da Mindscape per Nintendo Entertainment System nel 1990. Il gioco è basato sul film australiano del 1981 Interceptor - Il guerriero della strada (in inglese Mad Max 2).

## Modalità di gioco
L'obiettivo del gioco è sopravvivere in un'ambientazione postapocalittica, affrontando sopravvissuti e raccogliendo preziose risorse come cibo, acqua, benzina e denaro, necessari per continuare a partecipare alle gare che si svolgono nelle lande desolate.
Il giocatore comincia il gioco a bordo della Pursuit Special di Max. Mentre il giocatore guida per il livello non lineare (chiamato Road War), incontra veicoli nemici, blocchi stradali e bunker che lanciano dinamite. Al giocatore viene dato un numero molto limitato di candelotti di dinamite da utilizzare contro questi nemici, lanciandogliela addosso. In ogni livello si può trovare una piccola stazione di servizio malmessa, che offre beni come carburante e dinamite, oltre al servizio di riparazione dell'auto, in cambio di acqua e cibo.
L'obiettivo principale di ogni livello è quello di entrare nell'arena e sconfiggere le gang nemiche. Il giocatore deve raccogliere abbastanza cibo e acqua da scambiare alla stazione di servizio per un Pass Arena. Dopo aver ottenuto il pass il giocatore deve trovare l'Arena, che ha l'aspetto di una grossa caverna. Una volta entrato, il giocatore deve essere l'ultimo veicolo a sopravvivere al demolition derby. I veicoli nemici vanno in giro per l'arena, cercando di spingere l'auto del giocatore, e le altre, fuori strada, in un abisso. Inoltre, alcune aree del terreno si aprono casualmente, facendo cadere i veicoli che ci passano sopra. Quando tutte le auto nemiche vengono distrutte, il giocatore avanza al prossimo livello Road War del gioco.

### Miniere
Sparse nei livelli, ci sono miniere abbandonate, evidenziate da un piccolo casotto. Andando contro il casotto, Max abbandona l'auto e entra nella miniera. Mentre si trova all'interno, Max può esplorare l'area in un ambiente pseudo-3D. Vi si possono trovare cibo, acqua, carburante e munizioni. Anche i sopravvissuti nemici sono presenti nella miniera e cercano di proteggere gli oggetti custoditi al suo interno, tuttavia Max è armato con un fucile, con proiettili limitati. Altre munizioni possono essere trovate all'interno della miniera stessa.

### Boss finale
Dopo la terza e ultima sfida nell'arena, il giocatore affronta una battaglia uno contro uno con il boss finale del gioco a colpi di balestra. La balestra e le munizioni sono entrambe raccolte nelle miniere del terzo livello Road War. Se il giocatore vuole continuare da qui, deve inserire la password per l'ultima Road War, anziché quella per l'ultima battaglia nell'arena. Se il giocatore inserisce la password per l'ultima battaglia arena non avrà abbastanza munizioni per uccidere il boss finale, anche colpendolo con ogni singolo colpo. Non è noto se questo sia stato fatto intenzionalmente dagli sviluppatori o se si tratta semplicemente di un caso non controllato.